# Büsing-Park

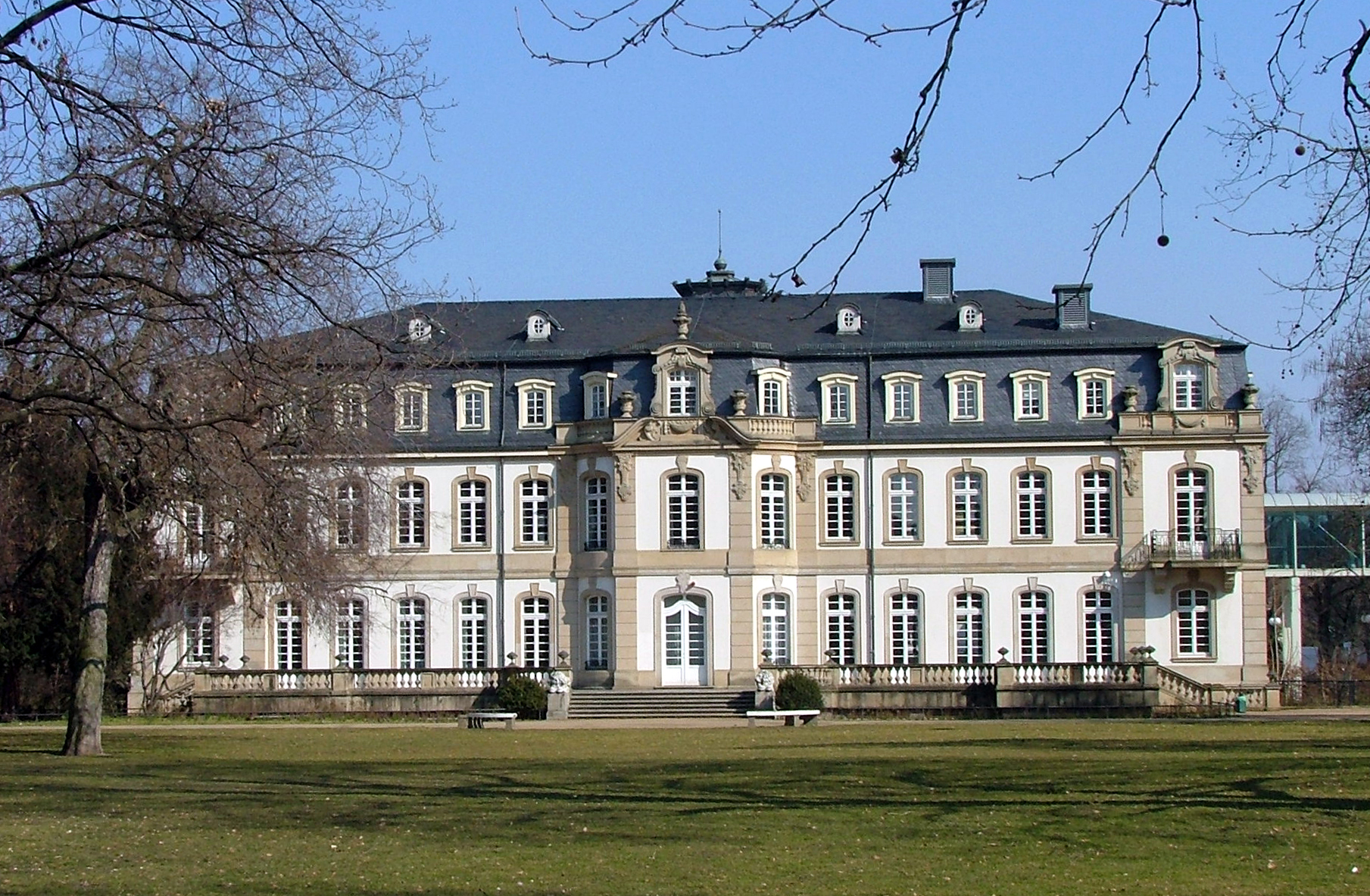
Blick vom Büsing-Park auf das Büsing-Palais

Der Büsing-Park ist ein in der Innenstadt von Offenbach am Main gelegener Volkspark, der sich entlang der Berliner Straße bis zur Kaiserstraße erstreckt. Der Park umgibt das Büsing-Palais, in dem auch die Stadtbibliothek Offenbach untergebracht ist, und grenzt an den Lili-Park.
Der Büsing-Park ist gemeinsam mit dem Büsing-Palais Kulturdenkmal nach dem Hessischen Denkmalschutzgesetz.

## Geschichte

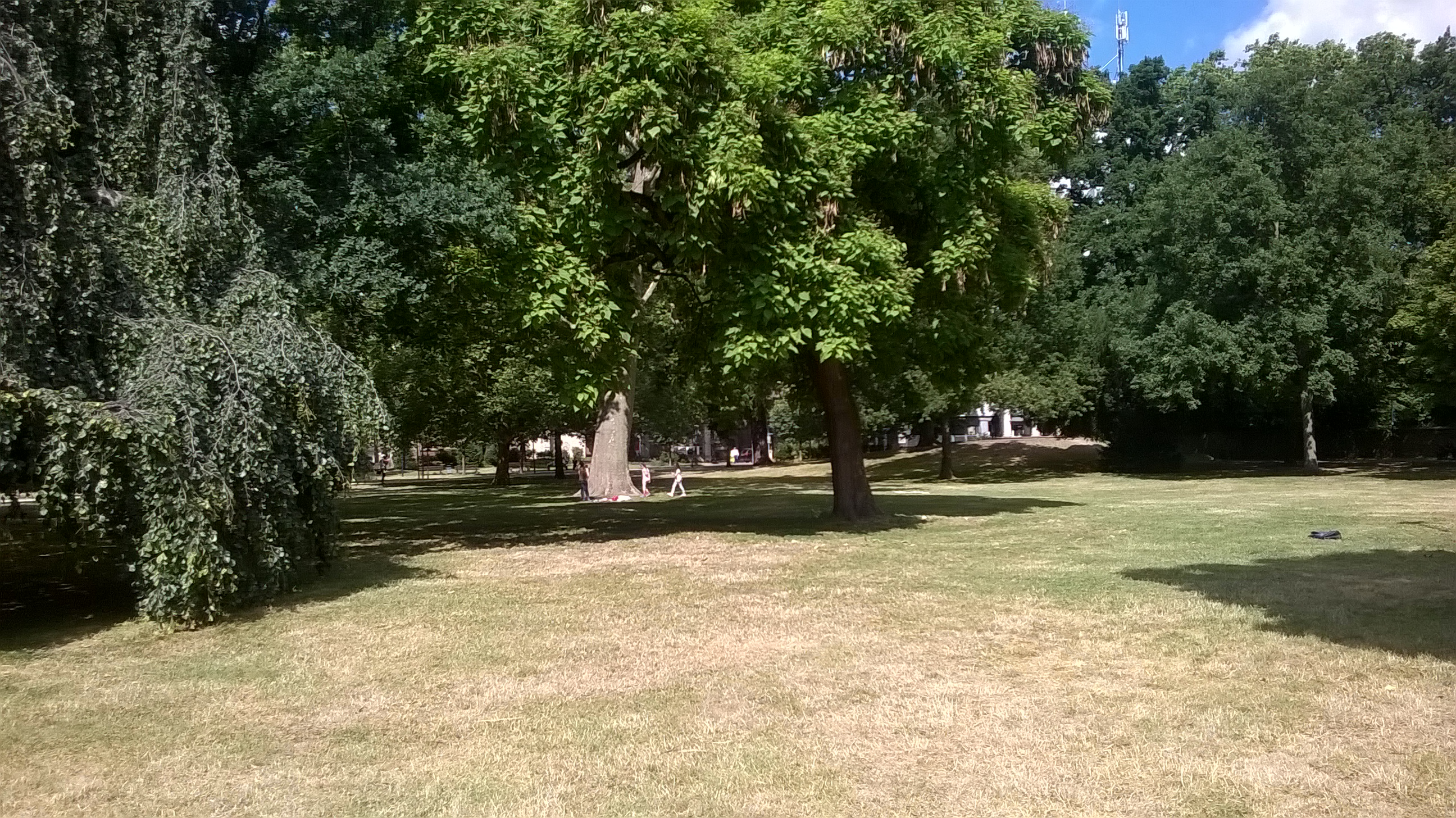
Rasenfläche im Park

Der heutige Büsing-Park wurde 1790 im Stil eines englischen Landschaftsgartens angelegt und gehörte als privater Garten zum Herrenhaus, welches die Fabrikantenfamilien Bernard und d’Orville errichteten. Die im Park zahlreich wachsenden Stieleichen stammen vermutlich noch aus dieser Zeit. Der Hamburger Kaufmann Adolf Büsing, ein Nachkomme der Familie d´Orville, erwarb das Grundstück 1890. Er ließ um die dem Erwerb folgende Jahrhundertwende im Zuge des Umbaus des Herrenhauses den mittlerweile verwilderten Park neu gestalten. 1921 erwarb die Stadt Offenbach das Palais zur Nutzung als Rathaus. Seitdem ist der Park öffentlich zugänglich und trägt den Namen Büsing-Park.
Zwischen 2006 und 2007 wurde der Park neu gestaltet. So wurden unter Berücksichtigung der historischen Strukturen aus dem 19. Jahrhundert unter anderem die Wegeführungen verändert.

## Einrichtung

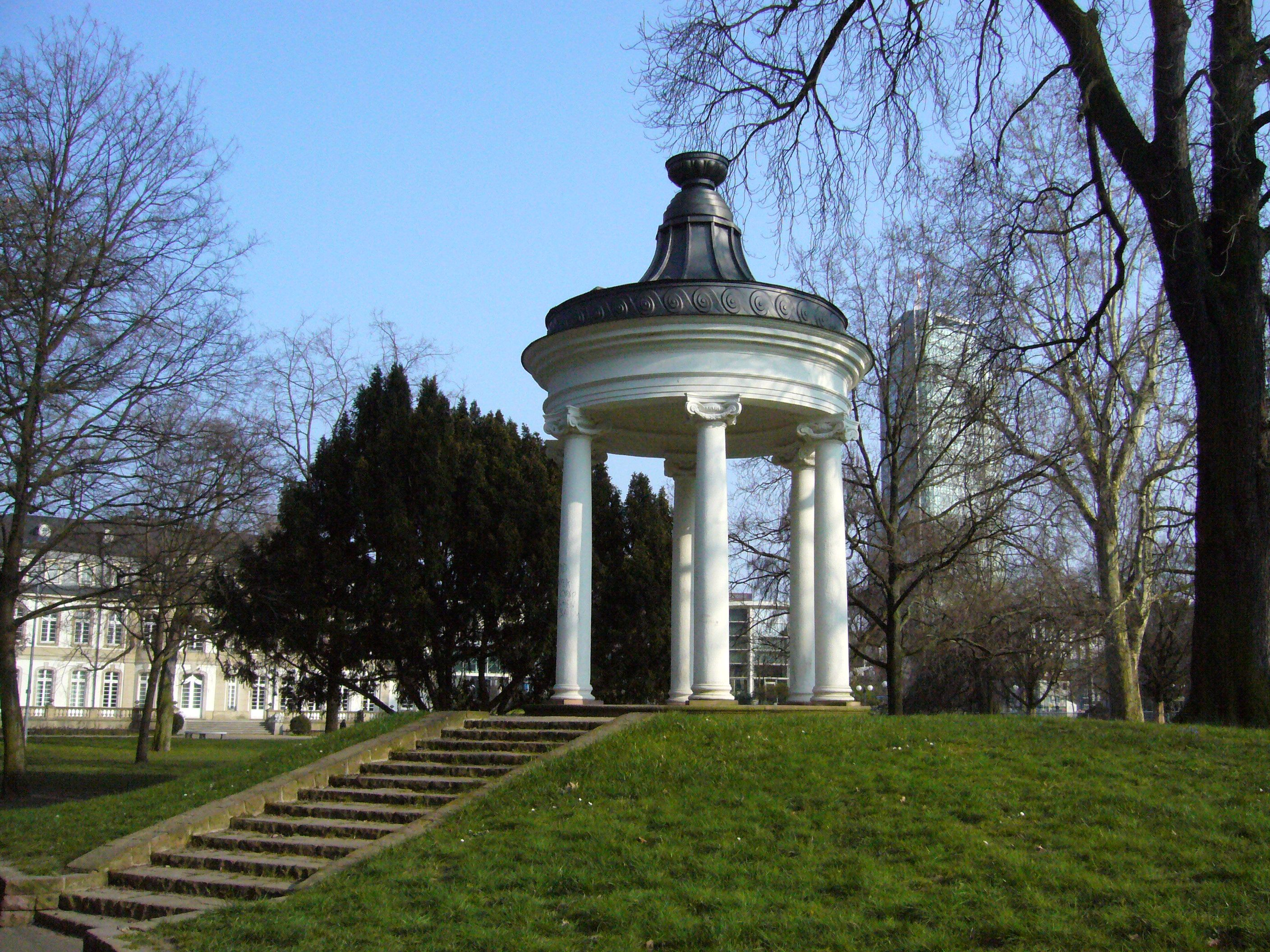
Monopteros

Etwa 1790 entstand auf einer kleinen Anhöhe ein ursprünglich wohl als Bühne für Musikdarbietungen gedachter, 2004 mit finanzieller Unterstützung des Landesamtes für Denkmalpflege sanierter, offener Rundtempel im Rokokostil. Ursprünglich war der Tempel innen mit aufwändigen Stuckarbeiten ausgestattet und wies wahrscheinlich auch Malereien auf. Im Inneren des Hügels soll es einen Keller gegeben haben, in dem Stühle aufbewahrt werden konnten.
Hin zur Kaiserstraße findet sich ein Scheintor. Dieses war niemals Portal, sondern als Sitznische gedacht und wurde um 1900 errichtet. Architekt war Wilhelm Manchot. Der Park steht gemeinsam mit dem Büsing-Palais unter Denkmalschutz.
Im Park finden sich viele Kunstwerke, darunter Plastiken von Hans Mettel, Wilhelm Rietschel und Karlgeorg Hoefer. Ein Spielplatz, ein Bouleplatz, Wasserspiele, ein Springbrunnen und viele Parkbänke runden das Freizeitangebot des Parks ab.

## Lichterfest
Das alljährlich im August stattfindende Lichterfest wird von der Stadt Offenbach organisiert und von Vereinen, Initiativen, Kirchen sowie religiösen Gruppierungen gestaltet. 2014 und 2015 wurden jeweils 70.000 Kerzen im Park zu verschiedenen Motiven angeordnet. Neben einem umfangreichen kulinarischen Angebot ist das musikalische Rahmenprogramm mit der Neuen Philharmonie Frankfurt Höhepunkt und fester Bestandteil des Festes.
Das Lichterfest fand am 18. August 2004 aus Anlass des 50-jährigen Großstadtjubiläums zum ersten Mal statt. Die Neue Philharmonie gab aus diesem Anlass ein Dankeschönkonzert, da sie von der Stadt das Capitol als Probedomizil zur Verfügung gestellt bekommen hatte. Aufgrund des Erfolgs der Zusammenarbeit hat sich das Konzert als fester Bestandteil des Festes etabliert.
Seit 2014 ist aus Sicherheitsgründen die Besucherzahl auf etwa 7000 bis 8000 Personen begrenzt. Um dies zu gewährleisten, wird seitdem ein Eintritt in Höhe von 2.– bis 3.– Euro erhoben.

## Ehrungen

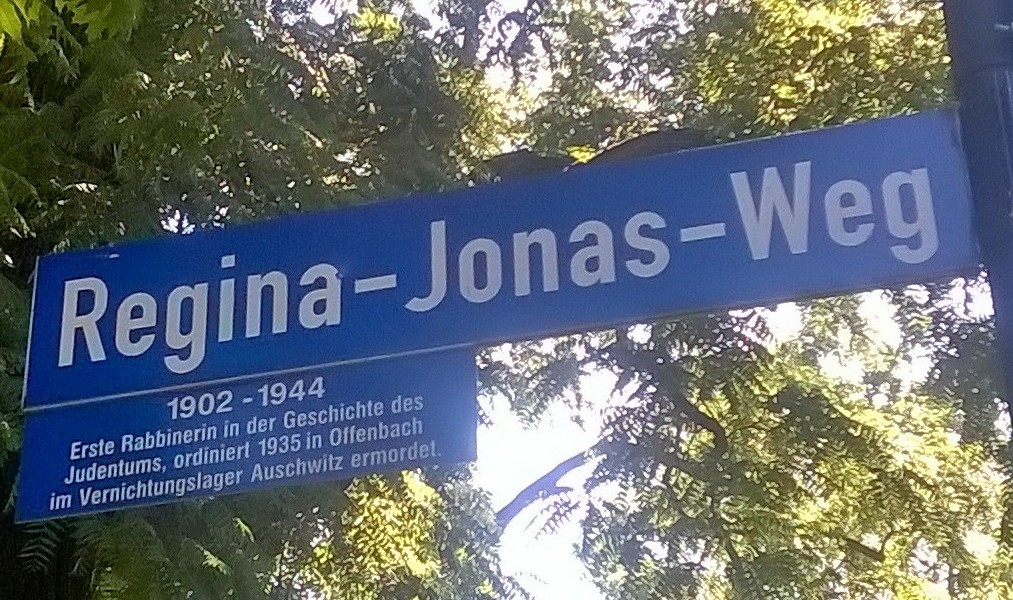
Straßenschild des Regina-Jonas-Wegs

Im Büsing-Park befinden sich der Regina-Jonas-Weg, der Max-Dienemann-Weg, sowie der Salomon-Formstecher-Weg. Diese Benennung erinnert an drei Rabbiner, deren Wirken mit der Stadt Offenbach sowie der in unmittelbarer Nachbarschaft gelegenen ehemaligen Synagoge verbunden ist.
Zwischen Büsing-Park und Lili-Park wurde 2005 der Sophie-von-Laroche-Platz angelegt.